# Sueño Profundo
Sueño profundo (白河夜船 しらかわよぶね・しらかわよふね Shirakawa yofune o yobune) es una novela escrita por la autora japonesa Banana Yoshimoto (吉本ばなな) en 1989.

## Descripción
La novela cuenta con tres historias. El tema en común es dormir, soñar, la muerte y al menos dos mujeres que comparten el amor de un solo hombre.

### Los viajeros de la noche.
Shibami es una chica de 22 años de edad que comparte una relación muy cercana con su hermano y su prima. Su hermano, Yoshihiro, quien es romántico y carismático, se enamora de una chica estadounidense llamada Sarah y se muda a Boston.
Mientras tanto, su prima Mari se da cuenta de que siempre ha estado enamorada de Yoshihiro. Cuando Yoshihiro regresa de Estados Unidos, él y Mari se vuelven amantes hasta su repentina muerte. La historia es sobre la relación entre Mari y el narrador, también sobre cómo la muerte de un ser querido, y los secretos del pasado, pueden afectar a la gente más cercana a ellos.

### Una experiencia
Es sobre una mujer joven llamada Fumi, quien lucha contra su adicción al alcohol. Escucha música rara por las noches mientras recuerda la cara de Haru, una chica con la que vivía cuando ambas estaban peleando por el amor del mismo hombre. Lentamente se da cuenta de que ama a esta mujer. Cuando su novio y ella se dan cuenta de que esta chica murió, buscan una forma de contactarla más allá de la tumba.

### Sueño profundo
Una de las causas del sueño profundo podria ser la posible infidelidad hacia tu pareja, el posible sentimiento de querer dejar a esta persona, tambien puede ser el poco amor y afecto de tu parte hacia tu pareja.

## Detalles de publicación
Sueño profundo (versión en español) por Banana Yoshimoto.
- Libro impreso ISBN 7502268180263 publicado por Tusquets Editores.
- Libro digital publicado por la editorial digital Daruma y traducido por Lourdes Porta Fuentes.

## Adaptaciones
En 2015, fue adaptado a la gran pantalla por Shingo Wakagi.